# Stemma delle Isole Falkland

Stemma britannico delle Falkland

Lo stemma delle Isole Falkland fu adottato dal Regno Unito il 29 settembre 1948. L'Argentina, che rivendica la sovranità sulle isole, ha una propria versione dello stemma.
Lo stemma presenta al suo centro il Desire, nome della nave con cui il capitano inglese John Davis scoprì le isole nel 1592. In basso si trova un nastro marrone con il motto Desire the right ("desidera il giusto") che giocando con la parola Desire fa anche riferimento al nome della nave. Sulla sommità è presente una pecora che rappresenta l'allevamento di tali animali, molto praticato alle Falkland, e l'erba verde simboleggia la vegetazione autoctona fatta per lo più di arbusti.

## Stemmi storici

Sigillo delle Isole Falkland (1876-1925)
Stemma delle Isole Falkland (1925-1948)

## Lo stemma per l'Argentina

Lo stemma secondo l'Argentina

Così come nel caso della bandiera, anche lo stemma ha una sua versione argentina e corrisponde allo stemma ufficiale della provincia di Terra del Fuoco, Antartide e Isole dell'Atlantico del Sud.
Tale scudo è formato da un ovale con quattro pinguini imperatore nella parte bassa, due dei quali guardano a destra e gli altri due a sinistra; dietro di loro c'è il mare e un picco innevato sul quale si affaccia un sole a 10 raggi (in realtà si vedono solo i raggi, il sole è intuibile).
L'ovale è circondato da una linea rossa stilizzata che forma cinque fiamme di fuoco ai due lati. Il tutto è attorniato da una serie di linee azzurre che formano il disegno di un albatros, volatile caratteristico della zona.